# Walther Kauer
Walther Kauer (* 4. September 1935 in Bern; † 27. April 1987 in Murten, Kanton Freiburg) war ein Schweizer Schriftsteller.

## Leben
Walther Kauer besuchte die École des Arts et Métiers in Neuenburg, absolvierte in Aberdeen eine Ausbildung zum Heilpädagogen, worauf einige Studiensemester an der Freien Universität Berlin folgten. Er arbeitete zeitweise als Journalist und lebte nach seiner Rückkehr in die Schweiz zuerst in Castasegna, dann in Murten. Dort kam er bei einem Motorradunfall ums Leben.
Einen Namen machte er sich vor allem mit seinen eigenwilligen Romanen; einer davon, Spätholz, wurde 1983 verfilmt. Daneben verfasste er auch Theaterstücke, Film-Drehbücher und Radio-Hörspiele. Sein Nachlass befindet sich im Schweizerischen Literaturarchiv in Bern.
Kauer war Mitglied des SSV, der Gesellschaft Schweizerischer Dramatiker und der Schweizer Journalisten-Union. Für sein ausgeprägt gesellschaftskritisches Werk erhielt er mehrere Auszeichnungen.

## Auszeichnungen
- 1972 Preis der Gesellschaft Schweizerischer Dramatiker
- 1973 Preis des Kantons Aargau
- 1975 Einzelwerkpreis der Schweizerischen Schillerstiftung
- 1976 Preis der Stadt Zürich
- 1976 Conrad-Ferdinand-Meyer-Preis
- 1977 Preis des Kantons Bern
- 1980 Buchpreis der Stadt Bern

## Werke

### Originalausgaben
- Grüner Strom und schwarze Erde. Genossenschafts-Verlag, Zürich 1968
- Du sollst nicht… Kurzerzählung. Um die Ecke, Zürich 1969
- Der Held. Kurzerzählung. Um die Ecke, Zürich 1969
- Schachteltraum. Verlag Volk und Welt, Berlin (Ost) 1974
- Spätholz. Benziger, Zürich 1976
- Abseitsfalle. Benziger, Zürich 1977
- Tellereisen. Benziger, Zürich 1979
- Weckergerassel. Zehn vergnügliche Geschichten. Benziger, Zürich 1981
- Schwelbrände. Benziger, Zürich 1983
- Bittersalz. Benziger, Zürich 1984
- Gastlosen. Fischer, Münsingen 1986

### Neu-Ausgaben
- Spätholz. Roman aus dem Tessin. Lenos Verlag (pocket 69), Basel 2002, ISBN 3-85787-669-7 und (pocket 172), Basel 2015, ISBN 978-3-85787-772-8 (2., durchges. Aufl.)
- Tellereisen. Roman aus dem Bergell. Lenos (pocket 72), Basel 2002, ISBN 3-85787-672-7
- Schwelbrände. Roman aus dem Seeland. Lenos (pocket 85), Basel 2004, ISBN 3-85787-685-9
- Gastlosen. Roman übers Vreneli ab em Guggisberg. Lenos (pocket 92), Basel 2005, ISBN 3-85787-692-1
- Abseitsfalle. Ein Fussballroman. Lenos (pocket 99), Basel 2006, ISBN 3-85787-699-9
- Schachteltraum. Roman. Lenos (pocket 112), Basel 2008, ISBN 3-85787-712-X
- Bittersalz. Roman. Lenos (pocket 171), Basel 2014, ISBN 978-3-85787-771-1

### Theater-Aufführungen
- Seniorenträume, Zürich 1976
- Experiment No. 27, Bern 1983
- Yischblueme, Bern 1984

### Hörspiele/Radiosendungen
- Ds Schparheft, Regie: Walter Baumgarter, 1976
- Cagnosciat tu, Regie: Walter Baumgarter, 1979
- Anna Göldi – En Staat suecht en Mörder, Regie: Walter Baumgarter, 1980
- Es Muttfüürli, 1983

### Übersetzungen
- Gion Deplazes: Bittere Lippen. Aus dem Surselvischen von Gion Deplazes und Walther Kauer. Benziger/Ex Libris, Zürich 1976